# Анналы святого Аманда
Анна́лы свято́го Ама́нда (лат. Annales sancti Amandi) — раннесредневековые анонимные латиноязычные анналы, описывающие историю Франкского государства с 687 по 810 годы. Получили название по монастырю Сен-Аманд (святого Аманда) в современной Бельгии, событиям в котором анналы уделяют особое внимание.

## Описание
Рукопись «Анналов святого Аманда» не сохранилась до наших дней, однако ещё в первой половине XVII века с неё была сделана копия, послужившая основой для всех последующих изданий этого исторического источника. Первое печатное издание анналов было опубликовано в 1641 году.
«Анналы святого Аманда» являются, вместе с «Мозельскими анналами», одними из самых ранних франкских анналов. Их создание историки относят к началу VIII века. Как и для других ранних анналов Франкского государства, основой для их первых записей послужили хронологические таблицы, находившиеся в труде Беды Достопочтенного «Книга о временах» (лат. Liber de temporibus). Вероятно, это сочинение попало в один из франкских монастырей вместе с британскими или ирландскими миссионерами, в это время активно ведшими проповедь христианства среди германских язычников. Предполагается, что таким монастырём мог быть монастырь Сен-Аманд и что первые записи были сделаны не позднее 708 года. Возможно, в 741 году с записей из монастыря святого Аманда была сделана копия, послужившая основой для ранних частей «Тилианских анналов» и «Анналов Петау». До 791 года сходство с «Анналами святого Аманда» обнаруживают и «Лоббские анналы». Предполагается, что первая часть «Анналов святого Аманда» была составлена на основе более старых записей в 770 году, после чего два автора последовательно продолжили их до 810 года.
Название «Анналы святого Аманда» носят ещё два раннесредневековых франкских источника, происхождение которых также связано с монастырём Сен-Аманд:
- Краткие анналы святого Аманда (лат. Annales S. Amandi breves) — содержат только короткие записи с 742 по 855 годы, уделяя особое внимание фиксации смертей знатных лиц и происходивших солнечных и лунных затмений.
- Кратчайшие анналы святого Аманда (лат. Annales S. Amandi brevissimi) — содержат только несколько записей с 760 по 797 годы о смертях монархов и затмениях.

## Издания
На латинском языке:
- Annales sancti Amandi. — Monumenta Germaniae Historica. Scriptores (in Folio). Tome I. Annales et chronica aevi Carolini. — Hannover: Impensis Bibliopolii Avlici Hahniani, 1826. — S. 6—10 & 12—14. Архивировано 28 сентября 2013 года.
- Annales S. Amandi breves. — Monumenta Germaniae Historica. Scriptores (in Folio). Tome II. Scriptores rerum Sangallensium. Annales, chronica et historiae aevi Carolini. — Hannover: Impensis Bibliopolii Avlici Hahniani, 1829. — S. 184. (недоступная ссылка)
- Annales S. Amandi brevissimi. — Monumenta Germaniae Historica. Scriptores (in Folio). Tome XIII. Supplementa tomorum I-XII, pars I. — Hannover: Impensis Bibliopolii Hahniani, 1881. — S. 38. Архивировано 10 марта 2016 года.

На русском языке:
- Анналы святого Аманда / перевод и комментарии И. В. Дьяконова // Хроники королевства франков конца VII — начала X в.. — М. : SPSL — Русская панорама, 2023. — С. 436—442. — (MEDIÆVALIA: средневековые литературные памятники и источники). — ISBN 978-5-93165-499-7.
- Анналы святого Аманда. Восточная литература. — перевод по изданию в MGH 1826 года. Дата обращения: 6 февраля 2011.